# Vera Youreneva
Vera Leonidovna Youreneva (en russe : Вера Леонидовна Юренева), née le 10 juin 1876 à Moscou sous Empire russe et morte le 19 janvier 1962 également à Moscou en URSS, est une actrice russe.

## Biographie
Fille de juriste militaire Leonid Chadourski, Vera a une sœur ainée Zoïa. Passionnée de théâtre dès son plus jeune âge, elle étudie sous la direction de Vladimir Davydov à l'Académie des arts du théâtre de Saint-Pétersbourg et en sort diplômée en 1902. Mariée en premières noces avec Ivan Yourenev de la petite noblesse moscovite, elle sera connue en tant qu'actrice sous son nom marital.
Elle joue au théâtre Solovtsosv de Kiev (le théâtre Lénine après la révolution de 1917). Elle fait carrière dans le cinéma de 1913 à 1917, tout en continuant à jouer au théâtre. Elle est la première actrice de son temps à incarner des rôles de personnages féministes, en particulier au cinéma. C'est le cas avec le rôle de Vera dans le Ravin de Piotr Tchardynine en 1913, ou encore dans la Femme de demain, du même réalisateur, film dont le rôle principal est écrit spécialement pour l'actrice.
Elle a été la première épouse de Mikhaïl Koltsov (1918-1922).
Elle poursuit sa carrière sous le régime soviétique. On lui attribue le titre d'artiste émérite de la RSFSR en 1935.
Vera Youreneva est enterrée au cimetière de Novodevitchi.

## Théâtre
- 1919 : Fuenteovejuna de Lope de Vega
- 1919 : Salomé d'Oscar Wilde
- 1923 : Hinkemann d'Ernst Toller

## Filmographie
- 1913 : Le Précipice (Obryv / Обрыв) de Piotr Tchardynine
- 1914 : La Femme de demain de Piotr Tchardynine
- 1914 : Larmes d'Evgueny Bauer
- 1916 : La Reine de l'écran d'Evgueny Bauer